# الکساندر آرتموف
الکساندر آرتموف (به انگلیسی: Alexander Artemev) ژیمناست زادهٔ ۲۹ اوت ۱۹۸۵ میلادی اهل کشور ایالات متحده آمریکا است.